# 아돌포 로페스 마테오스
아돌포 로페스 마테오스(스페인어: Adolfo López Mateos, 1909년 5월 26일~1969년 9월 22일)는 멕시코의 정치인으로 소속 정당은 제도혁명당이다. 1958년부터 1964년까지 제55대 멕시코의 대통령을 역임했다.
1929년 톨루카 과학 문학 연구소를 졸업했으며 1946년부터 1952년까지 멕시코 상원 의원을 역임했다. 1952년 멕시코 노동부 장관으로 임명된 뒤부터 노동 관련 분쟁 중재에 공헌했다. 1958년부터 1964년까지 멕시코의 대통령을 역임하는 동안에 멕시코의 부정 부패 근절, 산업화, 문맹 퇴치, 토지 개혁을 주도했다.

## 같이 보기
- 멕시코의 국가원수 목록